# Північна Македонія (РПМ)
Північна Македонія — регіон у межах Республіки Північна Македонія, який простягається на схід до кордону з Болгарією, на північ до кордону з Сербією, на захід до гори Скопска Черна Гора, і на південь до області Східна Македонія.
Рельєфні гори та долини в цьому регіоні належать до старих масивних гір Родопської системи, тоді як річки здебільшого належать до басейну Егейського моря, а менша частина — до Адріатичного. Найбільші річки області - Пчиня і Крива Река.
До цього регіону входять міста Скоп’є, Куманово та Крива Паланка, а також етногеографічні райони Каршияк, Блатія, Чорногорія, Жеглигово, Козячия, Середорек, Славіште та Дурачка Река. За даними македонських діалектологів, які зараховують кратовські діалекти до північномакедонського діалекту, і за даними регіонального відділу Статистичного управління, місто Кратово належить до області Північна Македонія.

## Див також
Конфлікт у Республіці Македонія (2001)

## Пов'язані
- Східна Македонія (РПМ)
- Західна Македонія (РПМ)
- Південна Македонія (РПМ)